# زنهایم
زنهایم (به آلمانی: Senheim) یک شهر در آلمان است که در کوخم-تسل واقع شده‌است. زنهایم ۵۸۱ نفر جمعیت دارد.